# Oro (heráldica)

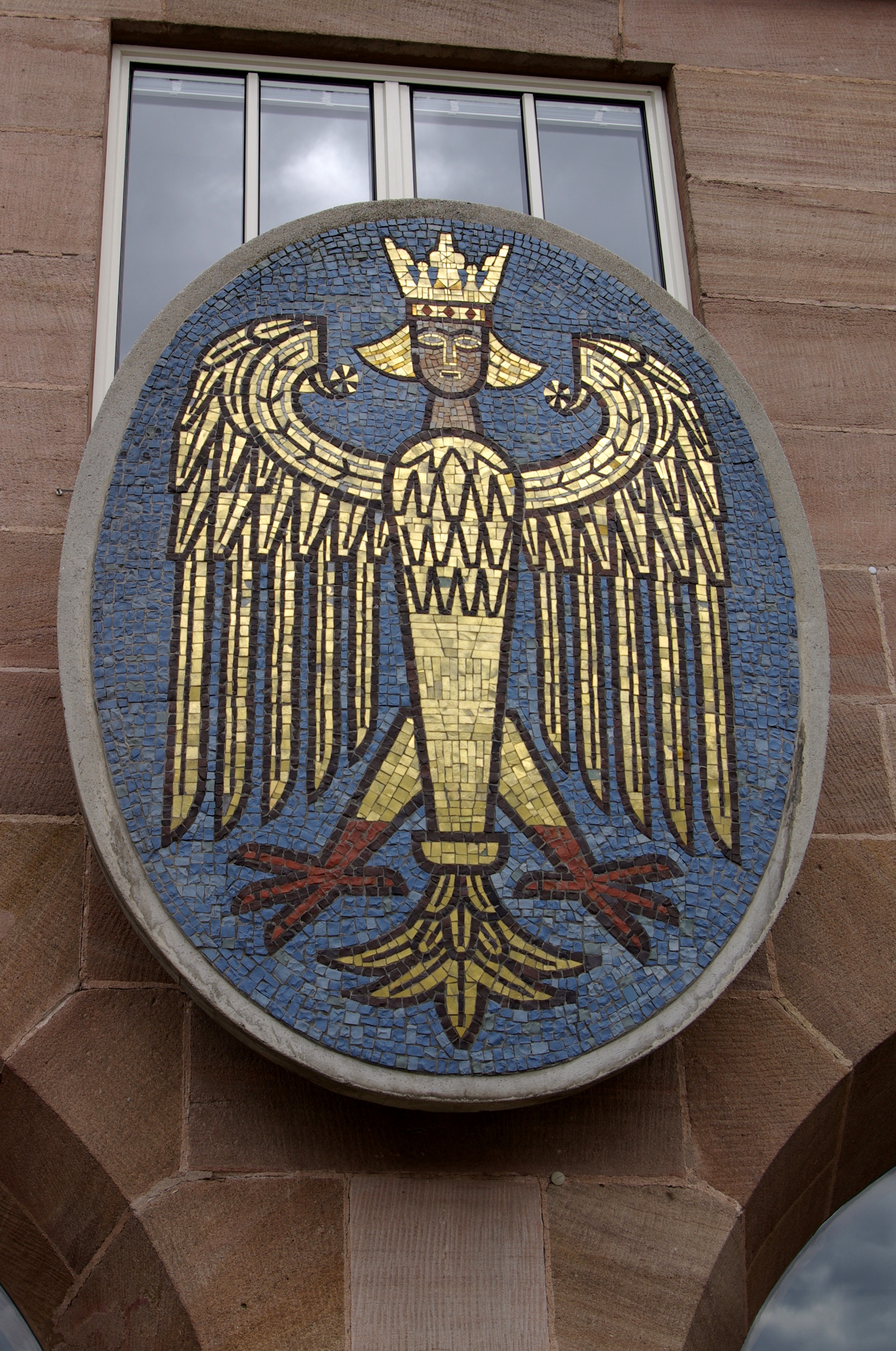
Armas mayores de la ciudad de Núremberg, con el metal oro figurado mediante mosaico dorado

En heráldica, oro es la denominación de uno de los dos metales que se emplean en la representación de las armerías; el otro es la plata o argén. Representa al metal homónimo.

## Representación

Oro heráldico convencional y manera de representarlo mediante puntillado cuando no se dispone de colores

Convencionalmente se representa mediante los colores oro, dorado y amarillo. A veces se recomienda, para este fin, utilizar un amarillo mezclado algo de color ocre para que tenga un tinte cálido, pero siempre teniendo en cuenta que el color final no debe ser tan rojizo que se pueda confundir con el esmalte anaranjado.
En ocasiones el artista puede emplear pintura dorada o un metal dorado para representar al oro heráldico; estas prácticas por lo general se ven en blasones que se han trabajado con una intención ornamental o especialmente artística.
Cuando no se dispone de colores se representa al oro mediante un patrón de puntos equidistantes alternados respecto de la línea siguiente, según el método atribuido al jesuita Silvestre Pietra Santa. Este es el método de representación que se ve comúnmente en grabados a una tinta.

## Ejemplos de uso
Siguen tres ejemplos antiguos y notables del uso del oro en heráldica.

Armas del emperador Federico I Barbarroja, que se remontan al siglo XII
Escudo de Castilla, utilizado desde el siglo XII
Escudo de Escocia, utilizado desde el siglo XII

De las armas de Federico I Barbarroja derivaría el Escudo del Sacro Imperio Romano Germánico y, a través de este, el actual escudo de Alemania.

## Nombres, atribuciones y significados en desuso
Hacia el inicio del Renacimiento se desarrolló un sistema de correspondencias simbólicas para los colores heráldicos que hoy se encuentra en desuso. Es de notar que hacia 1828 este sistema era considerado absurdo por el heraldista inglés William Berry, aunque el español Francisco Piferrer, en 1858, lo comenta como si todavía fuese válido.
Si bien Jean Courtois, Heraldo Sicilia del Reino de Aragón, menciona en su tratado Le blason des couleurs (1414) que cualquiera de estas asociaciones del oro heráldico puede usarse para blasonar, en la práctica es posible que solamente se hayan usado el sistema planetario y el sistema de piedras preciosas. Para Alberto y Arturo García Caraffa (1919), el blasonado con gemas correspondía a los títulos y el de planetas a los soberanos. Arthur Fox-Davies cita un ejemplo de blasonado con piedras preciosas que data de 1458.
Debajo se dan algunas de las antiguas correspondencias simbólicas del oro heráldico, así como algunos de los nombres «griegos» que se le atribuyeron.
| Nombres «griegos»                | citrine, cricasy, emryagi |
| Metal                            | el oro |
| Planeta                          | el Sol |
| Piedra preciosa                  | el topacio, el carbunclo |
| Signo del Zodíaco                | Leo |
| Elemento                         | el aire, el fuego |
| Estación del año                 | la primavera |
| Mes                              | julio |
| Día de la semana                 | el domingo |
| Números                          | 1, 3, 2, 7 |
| Árbol                            | el ciprés |
| Flor                             | la caléndula, el girasol, el clavel de Indias, la madreselva |
| Ave                              | el gallo, la oropéndola |
| Cuadrúpedo                       | el león |
| «Pez»                                 | el delfín |
| Edad del hombre                  | la adolescencia, la juventud |
| Complexión humana                | sanguínea |
| Virtudes teologales y cardinales | la fe, la justicia, la caridad |
| Virtudes y cualidades mundanas   | la constancia, la nobleza, la riqueza, la solidez, la pureza, la gravedad, el amor, el poder, la alegría, la larga vida y la eternidad, la santidad, la paciencia, la sabiduría, la gloria divina, el esplendor, la benignidad, la fuerza, la perfección, la fidelidad, la caballería, la generosidad, la soberanía, la salud, la prosperidad, la clemencia |
| Obligaciones del portador        | hacer bien a los pobres y defender a su patria |

Además, el oro sería «el más noble» de los colores heráldicos.